# FC Araks Ararat
El FC Araks (FC Tsement entre 1992 y 2000) es un club de fútbol de Armenia de la ciudad de Ararat. Fue fundado en 1960 y desapareció en 2005. En el 2022 regresó para la nueva tercera liga llamada Liga Amateur de Armenia.

## Historia
El club se fundó en 1960 como FC Ararat (no debe confundirse con el FC Ararat de Ereván). En 1992, tras la independencia de Armenia, cambió su nombre por FC Tsement Ararat. Bajo esa denominación, en 1998, conquistó el triplete: liga y copa y supercopa. La siguiente temporada terminó la liga en tercera posición, pero logró revalidar el título copero.
En el año 2000 cambió nuevamente su nombre por FC Araks, en referencia al cercano río Araks (Aras, en español). Ese mismo año ganó su segundo título liguero, teniendo como jugador destacado a Ara Hakobyan, máximo goleador del campeonato.
En agosto de 2001, a mitad de temporada, los propietarios del club decidieron trasladarlo a Ereván, pasando a llamarse FC Spartak Ereván, y el Araks fue oficialmente disuelto.
Un año después el club es refundado como equipo de la Primera Liga de Armenia, logrando un segundo lugar en la temporada 2002 pero no pudieron regresar a la Liga Premier de Armenia porque su licencia de competición estaba en manos del FC Spartak Ereván. Estuvieron dos años más en la segunda categoría, llegando a los cuartos de final de la Copa de Armenia en 2004 y terminaron desapareciendo a inicios del 2005 por problemas de inversión económica.

## Palmarés

### Torneos nacionales
- Liga de Armenia (2): 1998, 2000
- Copa de Armenia (2): 1998, 1999
- Supercopa de Armenia (1): 1998

## Participación en competiciones de la UEFA
| Temporada | Torneo                | Ronda            | Club             | Ida | Vuelta |
| --------- | --------------------- | ---------------- | ---------------- | --- | ------ |
| 1998/99   | UEFA Cup Winners' Cup | Clasificatoria   | Lausanne Sports  | 1–5 | 1–2    |
| 1999/2000 | UEFA Champions League | Clasificatoria 1 | Zalgiris Vilnius | 0–2 | 0–3    |
| 2001/02   | UEFA Champions League | Clasificatoria 1 | Sheriff Tiraspol | 0–1 | 0–2    |

- Los resultados de local aparecen en Negrita

### Récord Europeo
| Torneo                | J | G | E | P | GF | GC |
| --------------------- | - | - | - | - | -- | -- |
| UEFA Champions League | 4 | 0 | 0 | 4 | 0  | 8  |
| UEFA Cup Winners' Cup | 2 | 0 | 0 | 2 | 2  | 7  |
| Total                 | 6 | 0 | 0 | 6 | 2  | 15 |